# Aphaniosoma occidentalis
Aphaniosoma occidentalis är en tvåvingeart som beskrevs av Ebejer 1998. Aphaniosoma occidentalis ingår i släktet Aphaniosoma och familjen gulflugor. Inga underarter finns listade i Catalogue of Life.